# Morus indica
Espèce
Morus indica est une espèce de plantes dicotylédones de la famille des Moraceae, originaire du piémont himalayen. Ce sont de petits arbres à feuilles caduques cultivés pour leurs fruits et leurs feuilles ainsi qu'en agroforesterie. L'espèce est monoïque (inflorescences mâles et femelles distinctes sur la même plante).

## Taxinomie

### Synonymes
Selon BioLib (23 juin 2019) :
- Morus acidosa Griff.[3]
- Morus alba f. tatarica Ser.
- Morus alba var. constantinopolitana Loudon
- Morus alba var. multicaulis (Perr.) Loudon
- Morus alba var. tatarica (L.) Ser.
- Morus alba (L.) Bureau[3]
- Morus alba L.
- Morus australis Poir. (préféré par GRIN)[3]
- Morus bombycis Koidz.[3]
- Morus indica L.
- Morus multicaulis Perr.
- Morus tatarica L.

### Liste des non-classés
Selon BioLib (23 juin 2019) :
- Morus alba 'Pendula'